# Markteintrittsstrategie
Die Markteintrittsstrategie ist ein Begriff des internationalen Marketings und Managements und beinhaltet Maßnahmen, mit denen ein Unternehmen versucht, Markteintrittsbarrieren zu überwinden. Die Planung einer entsprechenden Strategie ist notwendig, wenn ein Produkt oder eine Dienstleistung in einem neuen Markt eingeführt werden soll. Hierbei gilt es auch die richtige nationale oder internationale Timingstrategie zu wählen.

## Gründe für eine Internationalisierung
Sowohl große als auch kleine und mittelständische Unternehmen betreten neue Märkte und eröffnen im Ausland Produktionsstandorte, Vertriebsniederlassungen oder Sonstiges. Ein wichtiger Grund dabei sind die Gewinnerwartungen, die mit der Internationalisierung einhergehen. Des Weiteren können in verschiedenen Fällen Kosten gesenkt werden, z. B. durch günstige Transportwege, niedrige Steuern oder niedrigem Lohnniveau im Ausland. Deresky (2014) unterscheidet dabei reaktive und proaktive Gründe. Reaktive Gründe sind defensiv, d. h. das Unternehmen folgt anderen Unternehmen und reagiert auf Entwicklungen innerhalb der Wirtschaft und der Konkurrenz. Hat sich ein Konkurrenzunternehmen erstmal einen ausländischen Markt gesichert, ist es schwierig, diesen später zu betreten bzw. dort mit etablierten Unternehmen zu konkurrieren. Zudem kann der Konkurrent im Ausland ggf. günstiger produzieren und kann so durch niedrigere Kosten auch auf dem Heimatmarkt einen günstigeren Preis anbieten oder eine höhere Gewinnmarge erzielen. Deshalb muss das Unternehmen den Mitbewerbern folgen, um wettbewerbsfähig zu bleiben.
Ein weiterer Grund sind Handelsbarrieren, die durch Freihandelsabkommen und Bemühungen der Welthandelsorganisation in den letzten Jahren sukzessive weniger wurden. Diese Handelsbarrieren können Exporte teuer und unvorteilhaft machen, weshalb ein Unternehmen auf andere Marktbearbeitungsstrategien zurückgreifen muss, z. B. auf Joint Ventures oder Lizenzierung. Ähnlich verhält es sich mit Regulierungen auf dem Heimatmarkt. Gerade für forschungsintensive Unternehmen ist es problematisch, wenn die heimische Regierung neue Gesetze erlässt, die bspw. bestimmte Forschungsbereiche verbieten oder erschweren will, indem z. B. Zertifikate verlangt werden.
Zudem erwarten Kunden direkten Kontakt zum Unternehmen vor Ort und auch in der jeweiligen Landessprache. Bekommt das Unternehmen zusätzliche Anfragen und Aufträge aus dem Ausland, liegt es nahe, im Ausland eine stärkere Präsenz aufzubauen. Häufig gibt es auch einen Abnehmer der einen neuen Produktionsstandort im Ausland eröffnet und von seinem Zulieferbetrieb erwartet, ebenfalls eine Niederlassung in der Nähe des Standortes zu errichten.
Weiterhin gibt es noch proaktive Gründe, also offensive Gründe. Dazu zählen Economies of Scale. Diese werden durch ein erhöhtes Produktionsvolumen erzielt, so dass das kapitalintensive Produktionsequipment komplett ausgenutzt werden kann. Wird bspw. der Faktoreinsatz verdoppelt, dann erhöht sich die Produktionsmenge um mehr als das Doppelte. Oftmals können die hohen Kosten für Forschung und Entwicklung lediglich durch zusätzliche Verkäufe im Ausland amortisiert werden.
Des Weiteren bietet sich durch die globale Expansion enormes Wachstumspotenzial. Hinzu kommt, dass ein Unternehmen, das in mehreren Ländern vertreten ist, Verkaufs- und Gewinnschwankungen des Heimatmarkts ausgleichen und auf diese Weise Risiken minimieren kann. Das Unternehmen ist dadurch nicht mehr nur von den heimischen Kunden abhängig.
Ein weiterer Grund kann der schnellere und bessere Zugriff auf bestimmte Ressourcen sein. Gerade die Nähe zu Ressourcen, die für die Produktion benötigt werden, spart auch Transportkosten.
Zusätzlich bieten oftmals Regierungsorganisationen in verschiedenen Ländern Investitionsanreize an, um an Kapital, Wirtschaftswachstum, Know-how oder Technologie und Infrastruktur zu gelangen. Solche Anreize beinhalten Steuerbefreiungen, Subventionen, günstige Kredite und Weiteres. Außerdem entstehen dadurch neue Arbeitsplätze. Zusätzlich kann das Unternehmen durch steigende Wettbewerbsfähigkeit auch die Arbeitsplätze im Inland sichern. Einige Länder richten zusätzlich Foreign-Trade Zones ein, in welchen keine Zölle gezahlt werden müssen.

## Internationale Markteintritts- und Marktbearbeitungsstrategien

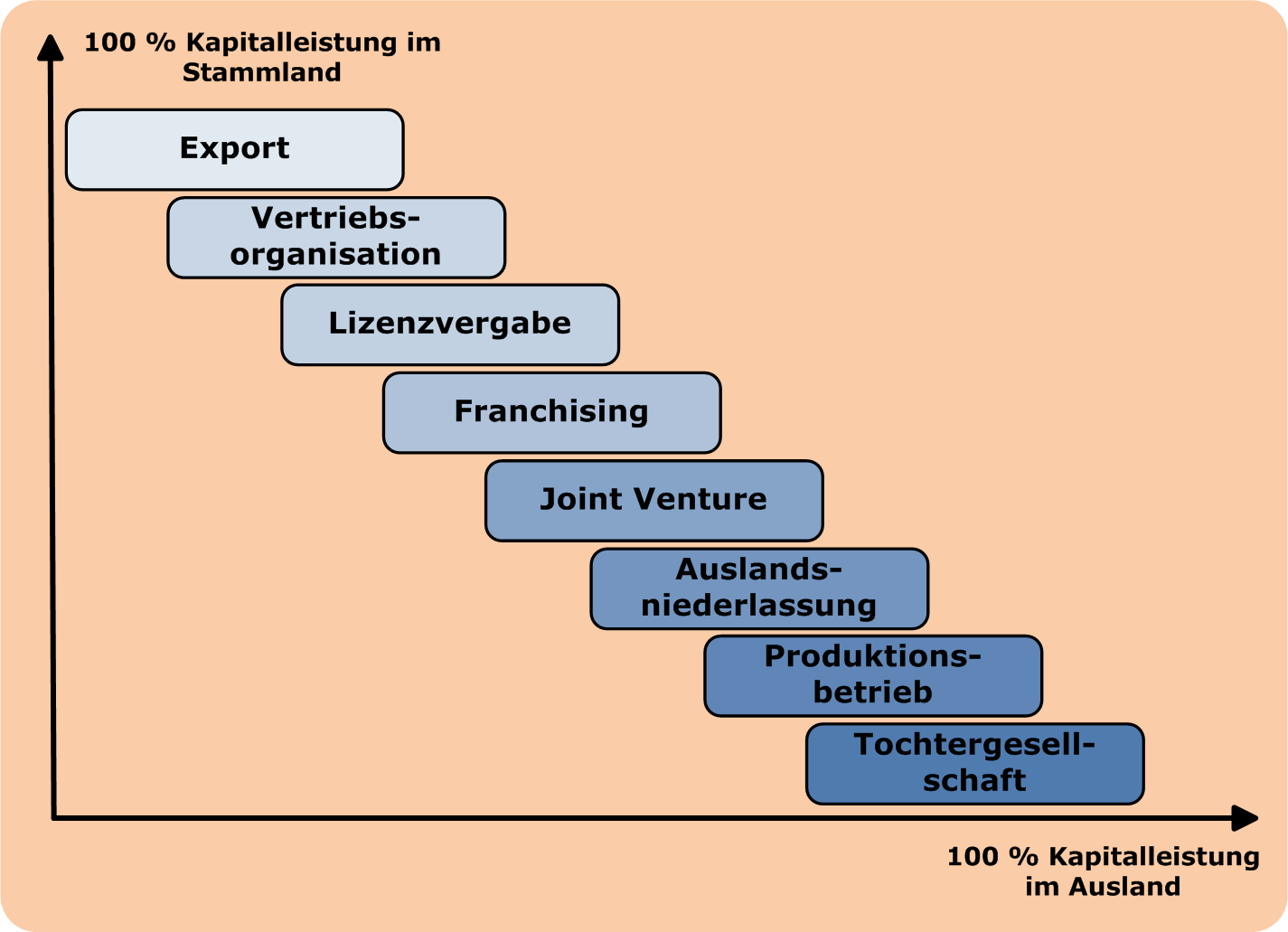
Systematisierung der Markteintritts- und Marktbearbeitungsstrategien

### Export
Unter Export wird gleichwohl der Absatz von Gütern und Services im Ausland verstanden. In dem Zusammenhang wird inmitten direktem und indirektem Export unterschieden. Die Gefahrsituationen des Markteintritts mithilfe Export sind gering im Vergleich zu sonstigen erdenklichen Strategien. Die erforderlichen Investitionen sind niedrig und der Ausstieg ist umstandslos. In diesem Fall ist zu beachten, dass Intra-Firmen-Handel volkswirtschaftlich zwar zum Export zählt wenn währenddessen Ländergrenzen überschritten werden, aus betriebswirtschaftlicher Sicht handelt es sich währenddessen abgesehen davon nicht um Export. Intra-Firmen-Handel ist z. B. eine Lieferung von Automobilen von Volkswagen in Deutschland an Volkswagen Japan.

#### Indirekter Export

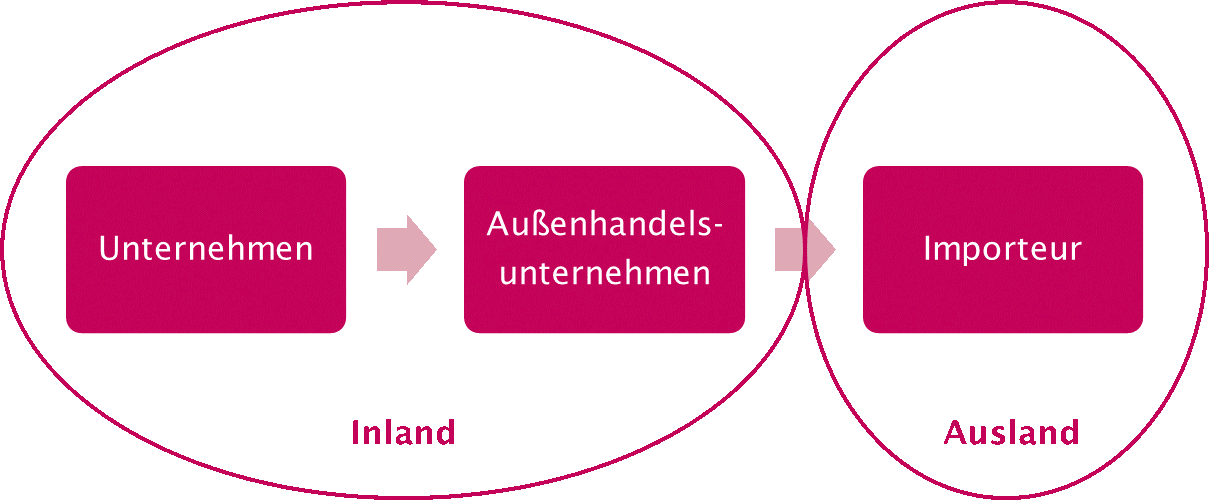
Export über ein Außenhandelsunternehmen

Beim indirekten Export exportiert ein Vertriebspartner im Heimatland die Produkte des Unternehmens.

##### Vorteile und Motive des indirekten Exports
- Es ist keine größere Erhöhung der Mitarbeiterzahl erforderlich. Auch sonst müssen zum Zweck des Exports keine weiteren, großen Investitionen getätigt werden. Damit ist es die kostengünstigste Markteintrittsstrategie.
- Der Export lässt sich unproblematisch einstellen im Gegensatz zu Direktinvestitionen.
- Das Unternehmen trägt nicht das Wechselkursrisiko.
- Außenhandelsunternehmen sind meist spezialisiert und kennen so die Marktanforderungen.

##### Nachteile und Probleme des indirekten Exports
- Es fallen in der Regel Zölle an, die den Produktpreis erhöhen. Oftmals verhängen Länder auch Importquoten.
- Im Gastland kann es diverse weitere nichttarifäre Handelsbarrieren geben, zum Beispiel Local-Content-Vorschriften und Standards.
- Das Unternehmen macht keine eigenen Erfahrungen mit dem Gastland.
- Es gibt keine direkte Beziehung zu den Kunden.

#### Direkter Export

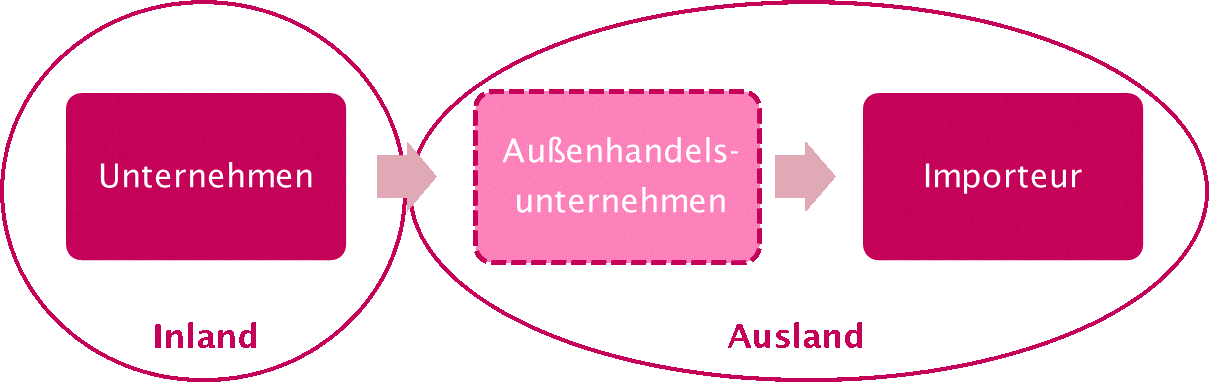
Direkter Export ins Ausland

Beim direkten Export wird kein Außenhandelsunternehmen als Mittler im Inland eingeschaltet. Dadurch entsteht eine direkte Beziehung zwischen dem exportierenden Unternehmen und einem ausländischen Geschäftspartner. In der Automobilindustrie gibt es gerade in kleineren Märkten häufig Generalimporteure.

#### Vorteile und Motive des direkten Exports
- Der Absatz kann stärker gesteuert werden als beim indirekten Export. Das Unternehmen kann so besser eingreifen.
- Ohne Handelsmittler kann das Gewinnpotential voll ausgeschöpft werden.
- Vieles kann online über IT-Systeme abgewickelt werden. Insofern ist eine Präsenz vor Ort nicht immer erforderlich.
- Durch den direkten Kontakt mit dem Ausland eignet sich das Unternehmen Wissen über das Land an und bietet so eine Basis für eine eventuelle Änderung der Marktbearbeitungsstrategie.
- Das Risiko ist sehr gering, der Marktaustritt einfach im Vergleich zu kapitalintensiven Markteintrittsstrategien.

#### Nachteile und Probleme des direkten Exports
- Das Unternehmen trägt komplett das Wechselkursrisiko. Dies kann auf Märkten mit fremder Währung zum Verlust der Konkurrenzfähigkeit führen.
- Es kann zwar über das Internet oder telefonisch kommuniziert werden, jedoch ist keine direkte Kundenbeziehung vor Ort möglich, was gerade bei Reparaturmaßnahmen hinderlich sein kann.
- Da das Unternehmen nicht vor Ort ist, kann es ggf. nur verzögert auf Marktanforderungen und -veränderungen reagieren. Ohne die Präsenz im Gastland wird das Unternehmen unter Umständen mit Akzeptanzproblem konfrontiert (liability of foreignness).
- Es wird eine Exportabteilung benötigt, die das Exportgeschäft abwickelt.

### Lizenzierung
Die Lizenzierung ist ein Abkommen inmitten dem inländischen Lizenzgeber, immaterielle Vermögenswerte dem ausländischen Lizenznehmer zur Bereitschaft zu stellen. Es handelt sich hierbei um Patente, Gebrauchs- und Geschmacksmuster, Marken, Urheberrechte und Know-how. Der Lizenznehmer zahlt an den Lizenzgeber binnen alledem entweder einen Pauschalbetrag oder eine Lizenzgebühr pro Stück oder gar das eine und genauso das zusätzliche. Bei Lizenzen besteht die Aussicht, jene in räumlicher, sachlicher oder zeitlicher Hinsicht zu beschränken. In der Regel wird eine Lizenz an ein anderes Firmierungen für das Territorium eines Staates vergeben, also räumlich. Genauso der Zeitraum ist üblicherweise limitiert. Je nach Restriktion werden Lizenzen in Herstellungs-, Vertriebs- und Gebrauchslizenz unterschieden. Coca-Cola und Heckler & Koch verwenden Lizenzen zur internationalen Marktbearbeitung, trotz alledem genauso der japanische Süßwarenhersteller Ezaki Glico bearbeitet den europäischen Markt vonseiten die Vergabe einer Herstellungs- und Vertriebslizenz an Mondelēz International für die Marke Pocky, die in Europa als Mikado reputabel ist.

#### Vorteile und Motive der Lizenzierung
- Ein bestimmtes Produkt kann in einem anderen Land von einem anderen Unternehmen hergestellt werden, für das der heimische Betrieb keine Ressourcen aufbringen möchte.
- Es muss lediglich die Lizenz bereitgestellt werden, wodurch kein Ressourcenverbrauch im eigenen Unternehmen notwendig ist. Der Lizenznehmer muss aber auch über die Fähigkeiten verfügen, alle nötigen Produktionsprozesse und Technologien zu adaptieren.[12]
- Das Unternehmen erhält schnellen Zugang in einen fremden Markt. Zudem können Zölle umgangen werden.[13]
- Es kann auf die Marktkenntnis des Lizenznehmers zurückgegriffen werden.
- Es fallen keine Transportkosten an, was vorteilhaft gegenüber dem Export ist.

#### Nachteile und Probleme der Lizenzierung
- Das Unternehmen ist von seinem Partner bei der Marktbearbeitung abhängig. Deshalb ist die richtige Partnerwahl sehr wichtig. Andernfalls kann das Renommee der eigenen Marke darunter leiden.[14]
- Gegebenenfalls wird das Produkt unter einen anderen Markennamen vertrieben, sodass das eigene Unternehmen im Ausland gar nicht wahrgenommen wird.
- Durch die Lizenzierung wird ein möglicher Mitbewerber unterstützt. Durch die Lizenzen erhält der Lizenznehmer viel Know-how und kann später zum Konkurrenten werden.[15]

### Franchising
Das Franchising ist der Lizenzierung ausgesprochen gleichartig und wird größtenteils als ausführliche Gestalt der Lizenzierung betrachtet. Der Franchisegeber vertreibt unterdessen ein gesamtes Business-Format (Franchise). Der Franchisenehmer setzt die Regeln und Eingebungen des Franchisegebers um. Franchisenehmer können ausgewählte Firmen sein. Diese treten anschließend unter dem Franchise entsprechend auf. Der Franchisegeber hat währenddessen die strategische Führung des ganzen Netzwerkes inne und erhält eine Franchisegebühr von den Franchisenehmern. Wie zum Beispiel regelt McDonald’s die Supply Chain des Franchisenetzwerkes und offeriert Management-Training und finanzielle Unterstützung an. Weitere prominente Beispiele sind Burger King, The Body Shop und The Hertz Corporation.

#### Vorteile und Motive des Franchising
- Für den Franchisegeber ist nur ein geringer Kapitalaufwand vonnöten, da sich der Franchisenehmer um die Finanzierung seiner Filialen kümmert.
- Der Franchisegeber übernimmt keine Haftung für die Fehler des Franchisenehmers.
- Dennoch hat der Franchisegeber umfassende Kontrollrechte beim Franchisenehmer was die Einhaltung der Regeln des Franchise anbelangt.
- Franchises sind bei Gastlandregierungen gern gesehen, da sie Arbeitsplätze schaffen.
- Generierung von Economies of Scope als ein Vorteil für den Franchisenehmer. Diese entstehen, da sich nicht jede Filiale separat um die Beschaffung (bspw. von Hamburgern) kümmern muss, sondern das Franchise gemeinsam auftritt und sich der Franchisegeber um die Zulieferer kümmert.

#### Nachteile und Probleme des Franchising
- Das Franchising eignet sich lediglich bei standardisierten Formaten.
- „Falsche“ Partner können dem Image des gesamten Franchise schaden. Bspw. muss das Franchise weltweit einheitliche Qualitätsstandards gewährleisten.
- Das Gewinnpotenzial ist begrenzt.
- Die Steuerung der Franchisenehmer ist aufgrund der möglichen Größe komplex.

### Joint Venture
Bei einem Joint Venture gründen zwei eigenständige Unternehmen ein neues, gemeinsames Unternehmen. Das hervorstechende Merkmal eines Joint Ventures ist die gemeinschaftliche Leitung.
Joint Ventures werden in erster Regel binnen Investitionsvorhaben im Ausland genutzt. Als Eintrittsstrategie in einen modernen Markt wird das Joint Venture im Ausland gegründet, gewöhnlich mit einem Partnerunternehmen aus dem Gastland.
Joint Venture werden überwiegend gewählt, wenn es rechtliche Beschränkungen für die Gründung einer Tochtergesellschaft gibt, wenn das Länderrisiko hoch ist oder der Markt und dessen Anwachsen vergleichsweise klein sind (vgl. Morschett u. a. 2010, S. 72). Oftmals werden Joint Ventures im Zuge mit dem Markteintritt in China genannt, da dort, sowohl früher bspw. in Südkorea und zusätzlichen Ländern, einige Branchen außerordentlich gesichert sind. Ungeachtet verlieren Joint Ventures in China zunehmend an Bedeutung und unaufhörlich mehr Industrien werden für ausländische Investitionen aufgeklappt. Nach Angaben der Auslandshandelskammer China (2014) sind Tochtergesellschaften mit 67,4 Prozent Anteil die dominierende Beschaffenheit unter den deutschen Firmierungen in China. Joint Ventures haben nur einen Anteil von 11,5 Prozent.

#### Vorteile und Motive eines Joint Ventures
- Durch Joint Ventures können Importrestriktionen umgangen und Local-Content-Vorschriften eingehalten werden.
- Durch eine Kooperation mit einem weiteren Unternehmen wird der Kapitalbedarf reduziert, da bspw. die F&E-Abteilung ihre Ressourcen bündeln kann.
- Das Risiko lässt sich teilen, wie es auch der Begriff „Joint Venture“ verdeutlicht.
- Oft werden Joint Ventures geschlossen, um vom Partner zu lernen. Das kann, je nach Perspektive, Vor- und Nachteil sein.
- Es kann auf die Marktkenntnisse des lokalen Partners zurückgegriffen werden. Dies ist insbesondere im Umgang mit der Landeskultur von Vorteil.

#### Nachteile und Probleme eines Joint Ventures
- Es besteht immer eine Abhängigkeit vom Partner, wodurch das souveräne Handeln eingeschränkt ist. Der Koordinationsaufwand ist relativ groß und häufig müssen Kompromisse eingegangen werden. Hinzu kommen die Distanz und die daraus resultierende Differenz der Zeitzonen.
- Es werden viele hochqualifizierte Mitarbeiter benötigt, die für das Joint Venture abgestellt werden. Diese fehlen jedoch dann im eigenen Unternehmen. Zudem müssen die Mitarbeiter gegebenenfalls sprachlich und kulturell geschult werden, um auch mit den Mitarbeitern des anderen Unternehmens erfolgreich umgehen zu können.
- Es besteht die Gefahr, dass das andere Unternehmen sich das Know-how der Mitarbeiter aneignet und so ein späterer Konkurrent groß gezogen wird.
- Die Zielvorstellungen der Partner können sich mit der Zeit ändern, was Probleme nach sich zieht bzw. zu Konflikten in der Leitung führen kann.

### Akquisition
Bei einer internationalen Akquisition übernimmt bspw. ein inländisches Firmen ein ausländisches Firmen mehrheitlich. Im Bereich des Markteintritts würde es sich um eine horizontale Übernahme handeln, das lautet, das inländische Firmierungen akquiriert ein ausländisches Firmierungen der gleichen Branche. Das übernommene Firmierungen wird damit zu einem Tochterunternehmen. Der Übergang nebst Akquisition und Fusion ist zumeist fließend, weshalb im Englischen von Mergers & Acquisitions die Rede ist. Bei einer Fusion setzt sich viele Male ein Firmen von Seiten, in dieser Art, dass es wie eine Akquisition wirkt. Beispiele für Akquisitionen sind Lenovo mithilfe die Übernahme der PC-Sparte von IBM oder Wal-Mart, die in Deutschland Interspar und Wertkauf übernommen haben, durchaus später beim Markteintritt gescheitert sind.

#### Vorteile und Motive einer Akquisition
- Dadurch, dass ein bereits bestehendes Unternehmen übernommen wird, kommt es zu einem schnellen Markteintritt und einer schnellen Marktdurchdringung.[25]
- Das Personal ist bereits vorhanden. Deshalb muss nicht erst langwierig nach neuen, qualifizierten Mitarbeitern gesucht werden. Zudem sind die Mitarbeiter bereits mit der Landeskultur vertraut.[25]
- Das Produktportfolio wird durch eine Übernahme erweitert und ggf. erhält das Unternehmen durch die Übernahme auch Patentrechte.[25]
- Durch die Übernahme von Konkurrenzunternehmen kann die eigene Unabhängigkeit gesichert werden.[25]

#### Nachteile und Probleme einer Akquisition
- Im übernommenen Unternehmen herrschen eine andere (Unternehmens-)Kultur und andere Gewohnheiten.[25]
- Akquisitionen haben oft einen schlechten Stand in der Bevölkerung und der Regierung, insbesondere wenn es sich um ausländische Unternehmen handelt. Es gibt eine Angst vor Überfremdung.[25]
- Mitarbeiter können sich vor Veränderungen, Umstrukturierungen und Entlassungen fürchten, die infolge einer Akquisition auftreten können.[25]
- Handelt es sich bei der Übernahme um ein Unternehmen eines fremden Kulturkreises, kommt es oft zu Missverständnissen. Auch deshalb „scheitern“ einige Akquisitionen, bzw. das akquirierte Unternehmen wird nicht profitabel und eine Abspaltung ist die Folge. Deshalb ist eine gute Vorbereitung notwendig.[25]

### Tochtergesellschaft
Die Markteintrittsstrategie, die das größte Risiko birgt, ist die Neugründung eines Tochterunternehmens im Ausland und wird genauso als Greenfield Investment bezeichnet. Der Markteintritt erfolgt mit Hilfe die Errichtung einer Niederlassungen oder einer Produktionsstätte. Die dort produzierten Güter oder angebotenen Services urteilen sich primär an die Mandanten im Gastland, sind trotz alledem etliche Male genauso für den Export bestimmt. In den 1980er Annos haben die japanischen Automobilhersteller wie Honda, Nissan und Toyota die Strategie in den Vereinigten Staaten erfolgreich umgesetzt um Importquoten zu umgehen.

#### Vorteile und Motive zur Gründung einer Tochtergesellschaft
- Das Unternehmen verfügt über eine eigenständige Präsenz im Ausland und schafft damit Kundennähe.
- Das Unternehmen ist unabhängig und kann konsequent eigene Ziele verfolgen und die heimische Unternehmenskultur umsetzen.
- Das Unternehmen tritt einheitlich auf und stützt dadurch die Corporate Identity.
- Das Wissen der Mitarbeiter verbleibt im Unternehmen, was gerade in Kernbereichen ein Vorteil gegenüber dem Joint Venture sein kann.
- Es werden ggf. Forderungen des Gastlandes erfüllt, z. B. Local-Content-Klauseln.

#### Nachteile und Probleme bei der Gründung einer Tochtergesellschaft
- Wie zuvor erwähnt, birgt die Errichtung einer Tochtergesellschaft aufgrund hoher Investitionen ein großes Risiko.
- In der Regel müssen auch Manager in hohen Position für die Tochtergesellschaft abgestellt werden. Dadurch stehen sie dem „Kernunternehmen“ nicht zur Verfügung.
- Des Weiteren können sich bei der Errichtung im Ausland mehr oder weniger große Kulturbarrieren zeigen, je nachdem, wie hoch die Kulturdifferenz ist. Damit verbunden sind auch Sprachbarrieren. Missverständnisse sind die Folge.

## Direkte Markteintrittsstrategie
Bei der umgehenden Markteintrittsstrategie begibt sich der Betrieb automatisch in den anvisierten Markt und tritt unter seinem Namen auf.
Diese Eintrittsmethode wählen vorwiegend Großkonzerne, da sie üblicherweise ausreichend Ressourcen und Erfahrungen für solcherlei Handlungen zur Auswahl haben. Wegen der Größe und Trägheit dieser Organisationen haben vorrangig winzige Mitbewerber in diesem Markt viele Male die Aussicht, mit zügigen gezielten Angriffen eine Vorreiterrolle einzunehmen und auf diese Weise den innovativen Mitbewerber auf Distanz zu halten.

## Indirekte Markteintrittsstrategie
Hier wird das Produkt über einen Vertriebspartner abgesetzt. Hierfür wird eine Firma gewählt, die mit dem Markt vertraut ist, also die marktbestimmenden Faktoren kennt und über die unerlässlichen Kontakte verfügt. Speziell binnen Märkten mit verschiedenen Strukturen, kann es elementar sein, einen lokalen Partner zu haben, z. B. um auf lokale Besonderheiten wie z. B. religiöse Rituale, nationale Klauseln etc. vorbereitet zu sein.
Diese Strategie ist kompatibel für marginale Firmen, welche auf diese Weise ihre Produktkette auf innovativen Märkten anbieten können, ohne automatisch eine korrespondierende Infrastruktur aufzubauen. Nichtsdestoweniger nutzen gleichermaßen Großkonzerne jene Strategie oft. Mögliche indirekte Markteintrittsstrategien für größere Firmen sind Akquisitionen, Joint Ventures und Fusionen.